# Rotenbacher Weg-Achufer
Das Gebiet Rotenbacher Weg-Achufer ist ein vom Regierungspräsidium Tübingen am 23. März 1981 durch Verordnung ausgewiesenes Landschaftsschutzgebiet auf dem Gebiet der Stadt Isny im Allgäu im Landkreis Ravensburg. 

## Lage
Das Landschaftsschutzgebiet Rotenbacher Weg-Achufer liegt am Ursprung der Isnyer Ach ca. 500 m nordöstlich der Isnyer Innenstadt in unmittelbarer Stadtrandlage und umgibt das Naturschutzgebiet Schächele als dienendes Landschaftsschutzgebiet. Es gehört zum Naturraum Westallgäuer Hügelland. 

## Schutzzweck
Der wesentliche Schutzzweck ist laut Schutzgebietsverordnung „die ungeschmälerte Erhaltung der mit dem Naturschutzgebiet naturräumlich zusammenhängenden randlichen Grünzone und die Verhinderung nachteiliger optischer und ökologischer Einflüsse auf das Naturschutzgebiet durch störende oder den Naturhaushalt beeinträchtigende Veränderungen der Umgebung.“

## Landschaftscharakter
Das Landschaftsschutzgebiet umfasst einige Wiesen und Hausgärten, die im Norden und Süden an das Naturschutzgebiet Schächele anschließen. Im Süden wird es im Bereich der Leitbachmündung auf kurzer Strecke von der Isnyer Ach durchflossen.